# Diplôme d'université (France)
Pour les articles homonymes, voir DU et DIU.
En France, un diplôme d'université, diplôme universitaire (DU) ou interuniversitaire (DIU) est un diplôme d'établissement délivré par une université française.
Sa durée n'est pas définie. Il n'est pas accrédité par le ministère de l'Enseignement supérieur, contrairement aux diplômes nationaux. Le DU peut être inscrit au Répertoire national des certifications professionnelles (RNCP), il n'y est toutefois pas inscrit de droit contrairement aux diplômes nationaux tels que la licence, le master et le doctorat,. Le DU est organisé par l'université qui le délivre et ne valide aucun grade universitaire,.

## Organisation
Les diplômes d'établissement sont des diplômes spécialisés ou destinés à des publics spécifiques ; ils peuvent être associés aux diplômes nationaux, notamment dans le but de se spécialiser dans un domaine particulier et y acquérir une expertise, ou parfois dans l'optique d'une réorientation.
Plusieurs d'entre eux s'adressent à des personnels employés, en formation continue,,. Leur reconnaissance sur le marché de l’emploi varie selon le diplôme et la spécialisation choisis, notamment en fonction de la réputation de l’établissement.
Il est organisé pour sanctionner un parcours de formation spécifique, créé pour répondre à des besoins locaux ou régionaux non couverts par les diplômes nationaux. Les diplômes universitaires sont spécifiques à chaque université et ne sont donc pas soumis à une harmonisation nationale ; leur durée,, leurs programmes d'enseignement et leurs thématiques varient selon les établissements,.
Ces diplômes n'entrent pas dans le système LMD et aucune université ne peut exiger l'obtention d'un DU « complémentaire » pour la validation d'un diplôme. Le coût de ces formations est financé hors de la dotation globale du ministère, et leurs tarifs sont alignés sur ceux de la formation continue du secteur privé. S'ils existent dans de nombreux domaines, ils sont répandus dans des domaines pour lesquels il n'existe pas de diplômes officiels ou auxquels l'État n'apporte pas sa caution. Ainsi, ils sont nombreux dans le domaine de la médecine, « médecine alternative » et pharmacie,.
Lorsque plusieurs universités s’associent pour enseigner la même formation dans des établissements différents, on parle alors de DIU. Chaque université est autonome dans le choix de l’enseignement de son DU. Elle est libre de choisir les modalités d’accès au diplôme, la durée de la formation, les enseignements qu’elle souhaite dispenser et les modalités de l’évaluation.
Ces diplômes sont accessibles à des niveaux d'études divers : certains nécessitent un baccalauréat tandis que d'autres peuvent par exemple exiger un bac+3,,. Certaines formations n'acceptent que les dossiers de personnes ayant déjà une expérience professionnelle dans le domaine concerné.